# Motiv (Musik)
In der musikalischen Formenlehre bezeichnet der Begriff Motiv (von lateinisch movere = bewegen; spätlateinisch motivus = beweglich) die kleinste sinntragende musikalische Einheit. Sie ist ein typisches, herausgehobenes und einprägsames Gebilde, das als charakteristische Tonfolge für eine Komposition oder einen ihrer Formteile von Bedeutung ist und auch vom Hörer so wahrgenommen werden kann.
Ein Motiv kann als kleinster Baustein (eines musikalischen Gedankens) bereits aus nur zwei Tönen bestehen, zum Beispiel als aufsteigende Quarte (Jagdmotiv) oder als absteigende kleine Terz (Kuckucksmotiv). Die Abgrenzung des Motivs ist meistens durch Phrasierungseinschnitte, Pausen und andere Zäsuren hörbar gemacht.
Ein Motiv hat die Kraft zur Verselbstständigung: Es kann im weiteren Verlauf der Komposition wiederholt, auf andere Tonstufen versetzt, verändert oder mit anderen Motiven verbunden werden. Darum ist das Motiv im Unterschied zu einer Begleitfigur oder Verzierung als melodische Keimzelle einer musikalischen Entwicklung in einem Werk anzusehen.
In der Klassik wird das Motiv durch seine vielfältige Verarbeitung zentraler Bestandteil der Komposition. Haydn entwickelte diese Kompositionsweise entscheidend weiter und wurde damit zu einem Begründer der „klassischen“ Musik. Ludwig van Beethoven setzte die Verwandlung und Kombination von Motiven als elementares formbildendes Element ein. Fast alle auf ihn folgenden Komponisten wie Schubert, Brahms, Tschaikowski, Bruckner und Mahler setzen diese Tradition fort. Auch in der Dodekaphonie spielt die motivisch-thematische Arbeit eine zentrale Rolle.

## Abgrenzung des Begriffs
In der Musikwissenschaft dient der Begriff des Motivs der Einzelanalyse von musikalischen Werken oder Arbeitsweisen einzelner Komponisten. Die genaue Abgrenzung eines Motivs von anderen musikalischen Einheiten – Figur, Phrase, Periode (Satz) und Thema – ist jedoch für den Hörer eines Werks oft schwierig und auch in der Musiktheorie nicht eindeutig definiert.
Ein Motiv ist als prägnantes melodisches Element meistens deutlich hörbar von anderen Tonfolgen einer Komposition unterscheidbar. Übergänge, Begleitungen, Verzierungen und stilabhängige Floskeln haben eine geringere individuelle Gestalt und sind daher weniger charakteristisch. Sie haben oft eine rein satztechnische Funktion, das heißt: Sie verdeutlichen die Harmonie auf melodische Weise, oft als Akkordbrechung, oder als Begleitung einer übergeordneten Melodie. Sie können daher eher in den Begriff der Figur eingeordnet werden. Typisches Beispiel sind die so genannten „Albertibässe“: gebrochene Dreiklänge, die etwa in Klaviersonaten von Mozart häufig auftauchen. Solche Figuren bilden kein unabhängiges, zur Melodie gleichrangiges Kompositionsmaterial. Sie werden daher bei der musikalischen Betrachtung eines Stückes als weniger wesentlich erachtet.
Die nächstgrößere melodische Sinneinheit nach dem Motiv ist die Phrase. Diese ist meistens durch Pausen abgegrenzt, die einem Sänger Gelegenheit zum Atemholen geben. Sie besteht aus mehreren, oft aus zwei melodisch miteinander kombinierten Motiven. Ist das Einzelmotiv selbst länger, kann es mit einer Phrase zusammenfallen.
Phrasen wiederum verbinden sich zu so genannten Perioden (Satz): musikalischen „Sätzen“, die sich ihrerseits zu einem „Thema“ verbinden und dieses formal in – in der Klassik meistens symmetrische – Takteinheiten gliedern, während ein Einzelmotiv nicht mit einer Takt-Dauer kongruent sein muss.
Ein Thema bezeichnet eine größere musikalische Sinneinheit, die aus mehreren Motiven, Phrasen und Perioden besteht. Das Thema wird oft zu Beginn eines Stückes (in einem Stückzyklus: eines „Satzes“) vorgestellt und bildet dann so etwas wie die wichtigste „Aussage“ eines Stückes, auf die sich weitere Formteile beziehen. Daher verhalten sich Motiv, Phrase, Periode und Thema ungefähr so zueinander wie „Wort“, „Teilsatz“, „Satz“ und „Strophe“ in der gebundenen Sprache eines Gedichts. Das Thema ist also der umfassendere Begriff, der aber seinen Gehalt von den Motiven und Perioden bezieht.
  Hörbeispiel
Die musikalische Analyse zerlegt Motive manchmal nochmals in Teilmotive und widerspricht damit eigentlich ihrer Definition als „kleinste musikalische Sinneinheit“. Der Begriff Motivgruppe bezeichnet eine Ansammlung von ähnlichen, oder voneinander abgeleiteten Motiven. Bei der musikalischen Analyse werden zur Kennzeichnung einer Motivhierarchie häufig, in nicht immer durchgängiger Art, alphanumerische Zeichen verwendet (zum Beispiel: A, B, A1, A', A2, B2, Aa1, Bb2 usw.).

## Erscheinungsformen des Motivs

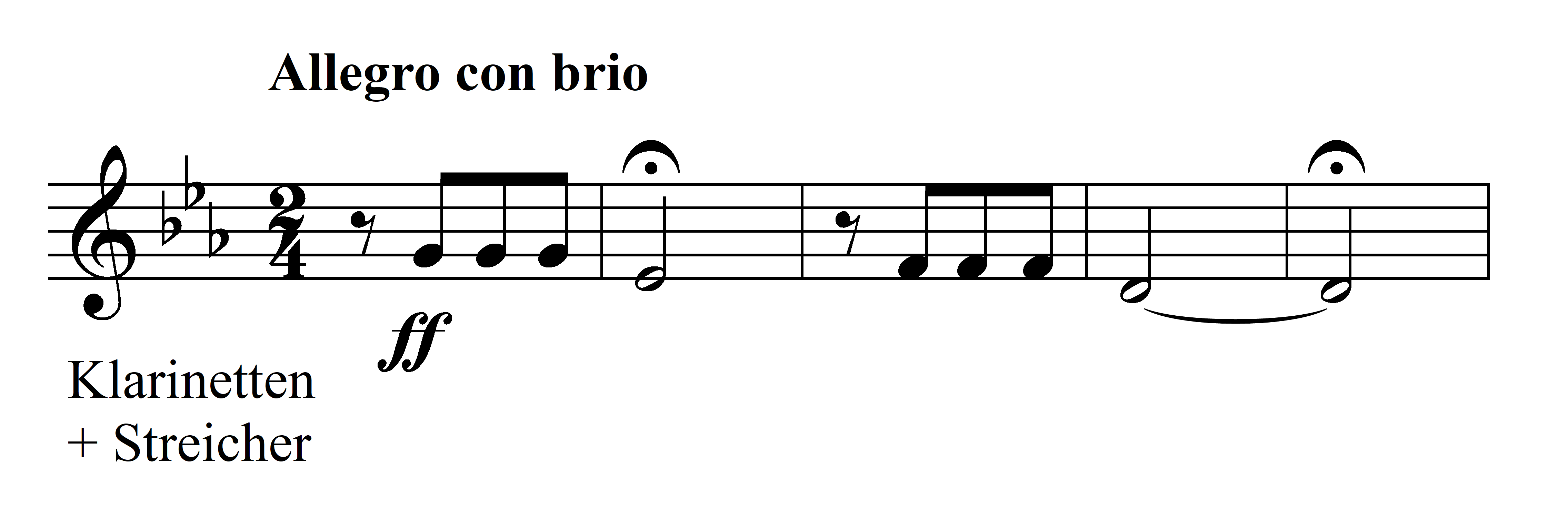
1. Satz, rhythmisch geprägtes Motiv (T. 1–5)

Man kann zwischen primär melodisch, rhythmisch und harmonisch geprägten Motiven unterscheiden. Natürlich können die drei Komponenten auch gleichwertig sein, wie etwa in dem obigen Notenbeispiel von Beethoven op. 10 Nr. 1 oder in der Sonate „Pathetique“ op. 13, Takt 1–2.
Primär rhythmisch geprägt sind zum Beispiel die Anfangstakte der 5. Sinfonie von Beethoven oder das rhythmische Motiv des Todes in Schuberts Lied „Der Tod und das Mädchen“. Hier je ein Beispiel für melodische und harmonische Motive:
Außerdem unterscheidet die Musiktheorie so genannte Fortspinnungsmotive von Entwicklungsmotiven. Beide basieren auf der linearen Melodik. In der Barockmusik ist das Fortspinnungsmotiv verbreitet, das selten Schwerpunkte bildet und die Symmetrie scheut. Auf den Anfangsimpuls der ersten Figur wird die Melodielinie meistens ohne größere Unterbrechungen weitergeführt, bis ein neues Motiv auftaucht. Aufgrund der fortwährenden Aneinanderreihung und Verknüpfung der melodischen Linien ist es oft schwer, die Einzelmotive voneinander abzugrenzen. Daraus folgt ihre Tendenz zur Selbstauflösung in Figuren oder Zweitstimmen, die sie für motivisch-thematische Arbeit eher ungeeignet macht. Das Kompositionsprinzip des Barock ist eher auf den „Kontrapunkt“ und die Polyphonie (gleichwertige Mehrstimmigkeit) ausgerichtet, so dass Melodie und Harmonie einander durchdringen.
  Hörbeispiel
Das Entwicklungsmotiv dagegen herrscht in der homophon orientierten Musik der Klassik und Romantik. Es grenzt sich klar ab, tendiert zu gleich bleibenden metrischen Schwerpunkten und zur Symmetrie. Es bleibt in seiner Substanz erhalten und ist daher besser zur Verarbeitung geeignet (Beispiel: Der zweite Satz der Sinfonie mit dem Paukenschlag von Joseph Haydn).
In der Musikgeschichte wurde oft versucht, Motive nach ihrem emotionalen Gehalt, ihrem Bewegungsverhalten oder ihrer Intervallstruktur zu benennen und auf einen bestimmten Ausdrucksgehalt festzulegen. Dies galt besonders für die barocke Figurenlehre und Affektenlehre, die über hundert sich an die Rhetorik anlehnende Figurennamen kannte. Ferner wurde in der Programm-Musik des 19. Jahrhunderts das Leitmotiv mit einer außerhalb der Musik liegenden Bedeutungsebene (Gefühl, Person) als „idee fixe“ kombiniert (Richard Wagner, Hector Berlioz).
Das Volkslied war natürlich in allen Epochen der Musik vom Motiv geprägt. Hier seien nur einige besonders häufig anzutreffende Motiv-Namen genannt:
Seufzermotiv (lateinisch = Suspiratio) für steigende oder fallende, meistens vorhaltsartige Sekundmotive,
  Hörbeispiel
Kreuzmotiv: Bestehend aus vier Tönen, die, verbindet man die erste mit der vierten Note und die zweite mit der dritten, ein Kreuz ergeben. (z. B.: B-A-C-H)
Kuckucksmotiv (absteigende kleine Terz, der Kuckuck singt eigentlich sehr unterschiedlich, meist aber ca. eine große Terz),
Klopf-/Repetitionsmotiv („Regentropfen-Prelude“ von Frédéric Chopin),
Tonleitermotiv für auf- oder absteigende diatonische oder chromatische Tonleitern bzw. Tonleiterausschnitte,
Dreiklangsmotiv,
Wölbungsmotiv für eine bogenförmig bzw. sinusförmig verlaufende Tonfolge,
Sprungmotiv für einen größeren Intervallsprung nach oben oder unten,
Intervalldehnungsmotiv (z. B. f’–f’’–f’–g’’–f’–a’’…) für eine den Abstand zum Ausgangston vergrößernde Tonfolge, die Sprung und Tonleiter verbindet,
Quintmotiv, Quartmotiv usw., also Motive, die nach dem jeweils vorherrschenden Intervallsprung benannt sind: als „Quintfall“, wenn das Intervall absteigt, als „Quartsprung“, wenn es aufsteigt (zum Beispiel in dem Volkslied „Im Märzen der Bauer“).

## Verarbeitungsmöglichkeiten des Motivs
Die Verarbeitungsmöglichkeiten des Motivs sind: Wiederholung, Variation und Kontrast, wobei diese auch miteinander kombiniert werden können.
Melodische Veränderungsmöglichkeiten des Motivs sind: 
- die Verkleinerung oder Vergrößerung einiger oder aller Intervalle.
- die Richtungsumkehrung der Intervalle (Inversion).
- das Rückwärtsspielen des gesamten Motivs (Krebs).

Rhythmische Veränderungsmöglichkeiten des Motivs sind:
- die Vergrößerung (Augmentation) und Verkleinerung (Diminution) der Notenwerte des gesamten Motivs.
- die Verlängerung und Verkürzung einzelner Töne.

Harmonische Variationen sind Wiederholungen des Motivs in verändertem harmonischen Kontext.
Die mannigfaltigen Möglichkeiten dieser Technik zeigen einige Beispiele aus Joseph Haydns Streichquartett in d-Moll, opus 76, 1. Satz:
  Hörbeispiel Zeile 1 und 2
 Hörbeispiel Zeile 3
  Hörbeispiel
Die Gegenüberstellung des Motivs (Kontrast) mit einem anderen, sehr gegensätzlichen Motiv, kann dem Ursprungsmotiv neue Impulse verschaffen und Spannung schaffen. Hierbei verschmelzen die Motive im Zuge der motivisch-thematischen Arbeit oft miteinander, woraus häufig neue Motive entstehen.
Die erwähnten Verfahren wurden in der Zeitspanne von Joseph Haydn bis Gustav Mahler in der Sonatenhauptsatzform vor allem in den Gattungen der Sonate, Sinfonie sowie dem Streichquartett (siehe Beispiel) angewandt.
In der Musik des Mittelalters wurde die motivische Arbeit auch schon verwendet, war aber nicht immer zentral. Einerseits war es teilweise die Absicht der vom Prinzip der Varietas (lateinisch: Buntheit, Verschiedenartigkeit) geprägten Musik, Wiederholungen und Symmetriebildungen im rhythmischen und melodischen Bereich zu vermeiden (Guillaume Dufay). Andererseits finden sich im Chanson, zum Beispiel bei Gilles Binchois, wieder motivisch recht klar gegliederte Themen.
Ein Meister der motivisch-thematischen Arbeit war Ludwig van Beethoven, der aus kleinen, unscheinbaren Motiven dramatisch-dialektische Sätze oder sogar ganze Werke formte. Franz Schuberts eher lyrisch-modulatorischer Ansatz scheut dagegen Motivzerlegung und motivisch-thematische Arbeit. Er verwendet eher variationsartige Umspielungen und wechselnde harmonische Ausdeutungen des Themas.
In der Musik der Romantik werden die Töne des Themas oft wechselweise auf die Ober-, Unter- und Mittelstimmen verteilt, so dass weder die Begriffe Homophonie noch Polyphonie diese Schreibweise erfassen. Robert Schumann spricht hier von der inneren Stimme (Humoreske op. 20), einer Art imaginären Melodie. Rhythmische Verschiebungen und harmonische Doppeldeutigkeiten erzeugen zusätzlich ein Moment der „romantischen Verschleierung und Verzauberung“.
In der Spätromantik lässt Anton Bruckner das Motiv sich langsam aus einem „rudimentären Motivkern“ entwickeln. Seine wesentlichen Intervalle werden am Anfang präsentiert (3. Sinfonie). Diese Vorgehensweise wandte Beethoven schon in seiner 9. Sinfonie an.
  Hörbeispiel
Die Anzahl der Motive und Motivabwandlungen hat – ebenso wie die Größe und Instrumentierung des Orchesters – beträchtlich zugenommen, und die Grenze zwischen Exposition und Durchführung beginnt zu verschwimmen.

Im Impressionismus treten Motiv und motivisch-thematische Arbeit zu Gunsten der Harmonik und ausgefeilten Instrumentierung zum Teil zurück.

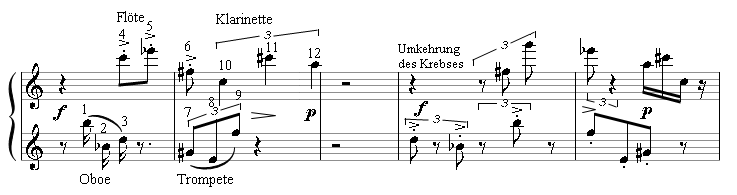
Takt 1-5 aus dem ersten Satz von Anton Weberns Konzert op. 24

In der Musik des 20. Jahrhunderts sind beide Tendenzen vorhanden. Die auch sonst formbewussten Komponisten Paul Hindemith und Igor Strawinsky verfolgen die motivisch-thematische Arbeit weiter, und auch die Zwölftontechnik gibt dieser Raum (Hörbeispielⓘ).
Sie ist dort umso wichtiger, weil der klassische Bezug der Motive zur tonalen Harmonik als Kompositionsprinzip zugunsten der horizontalen 12-Ton-Reihe aufgegeben wurde. So stellt das angeführte Beispiel Motivbezug durch rhythmische Gruppierung in von verschiedenen Instrumenten gespielten Dreitongruppen in unterschiedlichen Notenwerten(Sechzehntel, Achtel, Achteltriolen, Vierteltriolen) her. Melodisch ist der Bezug durch die Verwendung der Terz und des Intervalls der kleinen None gegeben. Nach einer Pause wird dieses Prinzip vom Klavier auf die Krebsumkehrung der 12-Ton-Reihe angewandt.
Andere Komponisten wie Olivier Messiaen und Steve Reich gehen dem Motiv dagegen bewusst aus dem Weg.
Auf Musik, die rein auf Klang- oder Geräuschstrukturen aufbaut (Cluster, Minimal Music, Klangflächen, Mikropolyphonie, Aleatorik, Musique concrète), lässt sich die herkömmliche Motivanalyse kaum anwenden: es sei denn, man erweitert den Begriff des Motivs auf rein rhythmische, klangliche oder sonstige Strukturen. Ein Baustein könnte dann der Klang 'A' sein, welcher immer eine bestimmte Länge hat und mit einer genau festgelegten Dynamik gespielt wird, wenn er auftritt. Dabei verzichtet diese so genannte punktuelle Musik auf die traditionelle motivisch-thematische Arbeit und propagiert die „Gleichberechtigung aller Elemente der Komposition“ (Karlheinz Stockhausen).

## Historische Entwicklung des Begriffs
Von Angelo Berardi aus dem 17. Jahrhundert stammt der Begriff motivo di cadenza für einen Impuls der Grundstimmen zur Schlussbildung. Berardi verwandte denselben Ausdruck auch für ein Melodiefragment zur kontrapunktischen Gestaltung. Jean-Jacques Rousseau verstand unter dem Begriff motif die ursprüngliche und hauptsächliche kompositorische Idee eines Stückes.
Die ersten Ansätze einer musikalischen Motivlehre liegen im 18. Jahrhundert, als Johann Mattheson und andere begannen, die Melodie in einzelne Satzglieder zu zerlegen. Der Begriff des Motivs war in der deutschen Musikwissenschaft noch nicht üblich, obwohl man den Hauptgedanken einer Arie motivo zu nennen pflegte. Die Begriffe Motiv, Thema und Soggetto wurden synonym verwendet.
Mit Adolf Bernhard Marx (1837) fand der Begriff zu Beginn des 19. Jahrhunderts Eingang in die Musikwissenschaft. Marx sah das Motiv als „…Keim und Trieb… eine der musikalischen Gestaltung dienenden Formel von zwei oder mehr Tönen, aus dem die größere Tonreihe erwächst.“ wobei er schon zwischen Motiv und Thema unterschied. Hugo Riemann (1882) sah das Motiv als stets auftaktige Urzelle, was nicht unumstritten blieb. Die Bezeichnung thematische Arbeit beginnt sich ab dem 19. Jahrhundert durch Heinrich Christoph Koch (1802) und Johann Christian Lobe (1844) durchzusetzen.
Mit dem Begriff thematische Arbeit wird ein qualitatives Element höchster Kompositionskunst verknüpft. Zugleich hebt man die so benannte Technik als zentrales Gestaltungsprinzip klassischer Musik vom älteren kontrapunktischen Verfahren ab. Als Folgeerscheinung der Differenzierung zwischen Thema und Motiv, kommt auch der Begriff motivische Arbeit auf. Hieraus erwächst der etwas indifferente Ausdruck motivisch-thematische Arbeit.